# 賈拉索
賈拉索（Jarlaxle）是角色扮演遊戲《龍與地下城》的設定集被遺忘的國度中虛構的一個人物。是一名卓爾精靈。應該被獻祭的班瑞家族三子，也是魔索布莱城中達耶特傭兵團的頭子。
札克納梵·杜堊登的朋友之一。如札克納梵似的，為了在混亂邪惡的魔索布萊城生存，發展出其獨特的生存之道。時常表現出狡詐機智的模樣，周遊於各家族間獲取利益。除了一身魔法裝備外，並曾在比試中擊敗札克納梵。